# El Aguacate, Quechultenango
El Aguacate är en ort i Mexiko.   Den ligger i kommunen Quechultenango och delstaten Guerrero, i den södra delen av landet, 230 km söder om huvudstaden Mexico City. El Aguacate ligger 988 meter över havet och antalet invånare är 395.
Terrängen runt El Aguacate är kuperad. Runt El Aguacate är det ganska glesbefolkat, med 38 invånare per kvadratkilometer. Närmaste större samhälle är Quechultenango, 9,2 km nordväst om El Aguacate. I omgivningarna runt El Aguacate växer huvudsakligen savannskog.